# Požar v odeškem Domu sindikatov
Požar v odeškem Domu sindikatov je bil incident 2. maja 2014 ob zaključku spopadov med provladnimi in proruskimi protestniki v Odesi, v katerem je umrlo 48 ljudi, od tega 46 proruskih protestnikov. 6 ljudi je umrlo v pouličnih spopadih in še 42 v požaru v Domu sindikatov, katerega so zasedli proruskih protestniki.
Po protestnem gibanju evromajdan in sledeči revoluciji dostojanstva v začetku leta 2014 se je v Odesi pojavilo prorusko protestno gibanje, ki mu je nasprotovalo provladno in proevropsko protestno gibanje. Proruski protestniki so imeli svoj tabor na trgu Kulikovo polje. Nasilje je izbruhnilo 2. maja, ko so proruski protestniki s kamni, molotovkami in strelnim orožjem napadli gibanje »Združena Ukrajina«. Po napadih na pripadnike obeh taborov sta oba tabora pričela vzpostavljati enote za samoobrambo. Proruski protestniki so se zabarikadirali v dom sindikatov, ki je v spopadih pogorel, ko sta obe skupini metali molotovke ena na drugo.
Požar je postal ena izmed ključnih tem ruske propagande, ki ga je upodobila kot »umor proruskih protestnikov s strani Ukrajine« in dokaz za dezinformacije o »genocidu nad rusko govorečimi« ter z njim kasneje tudi upravičevala svojo invazijo na Ukrajino leta 2022.
Evropsko sodišče za človekove pravice je leta 2025 v razsodbi kot vzrok nasilja izpostavilo ruski poskus destabilizacije Ukrajine in njihovo propagando ter nekatere uradnike, ki so zatem zbežali v Rusijo, hkrati pa Ukrajino obsodilo, da ni preprečila nasilja med protesti, kasneje pa neustrezno preiskala dogodke.

## Dogodki 2. maja
2. maja 2014 je pred tekmo med NK Čornomorec Odesa in Metalist Harkiv v Odeso prispelo veliko nogometnih navijačev iz Harkova. Ob 14:00 so navijači obeh klubov odšli na skupni pohod skozi središče mesta do stadiona NK Čornomorec. Po dogovoru lokalnih oblasti, policije, provladnih ter nekateri protivladnih protestnikov, je bilo odločeno, da bo tabor proruskih protestnikov na Kulikovem polju pod nadzorom policije po tekmi razstavljen v pripravah za prihajajočo parado ob dnevu zmage 9. maja. Po preiskavi skupine za preiskavo dogodkov 2. maja, je načrt propadel, ko se je vodstvo proruskih protestnikov tabora razcepilo na dva dela in je radikalni del pozval proruske protestnike naj se zberejo, da »preprečijo pohod fašistov«. Po socialnih omrežjih so se med proruskimi protestniki razširila sporočila, naj se zberejo in zatrejo shod nogometnih navijačev. Eno od sporočil je bilo, naj Odesa »sledi Donecku« - tam so nekaj dni pred tem proruski protestniki napadli provladne protestnike.

### Spopadi
Provladni shod je ob 15:30 napadla 300-glava množica skupine Odeška družina, ki je bila oborožena s kiji in strelnim orožjem. Policija skupin ni skušala ločiti. Policija je na rokah imela rdeče trakove, ki so jih za identifikacijo prav tako uporabili proruski protestniki.
Spopadi so se stopnjevali, obe skupini sta bili oboroženi s kiji, ščiti in orožjem. Prve strele je z avtomatsko puško AK-74 sprožil proruski protestnik Vitalij Budko. Po pričevanju prič je streljal izza policijskih enot. Prva smrtna žrtev je bil Igor Ivanov, ki je umrl zaradi krogle enakega kalibra kot ga uporablja AK-74. Kasneje so proruski protestniki trdili, da je Budko uporabljal slepe naboje (v nekaterih verzijah pa airsoft repliko), vendar je preiskava pokazala, da je uporabljal prave naboje. Budko je kasneje bil odpeljan v rešilcu v spremstvu poveljnika policije, ki je kmalu po tem pobegnil v Rusijo. Po uboju Ivanova so se spopadi zaostrili, pojavilo se je večje število molotovk in strelnega orožja. Kmalu po tem so bili ustreljeni 4 proruski protestniki, ubit je bil še en provladni protestnik.

### Požar v domu sindikatov
Takoj po proruskem napadu na shod navijačev, so se na socialnih omrežjih pojavili pozivi k odstranitvi tabora na Kulikovem polju. Tabor je bil zažgan in okoli 18:50 je okoli 380 proruskih protestnikov zasedlo stavbo Doma sindikatov ob trgu.
Spopadi so se nadaljevali med 19:20 in 19:40. Proruski protestniki so s strehe metali molotovke na provladne protestnike ter streljali. Provladni protestniki so prav tako uporabljali molotovke in srelno orožje. Med spopadi je Dom sindikatov zagorel. Po poročanju različnih virov je bila krivda za požar sprva dodeljena eni ali drugi strani ali obema.
Ob 19.30 so reševalne službe in policija začeli prejemati obvestila o požaru in med 20.10 in 20.30 je do stavbe prispelo več gasilskih enot in začelo z gašenjem požara. Zaradi zastrupitve z ogljikovim monoksidom je umrlo 42 proruskih protestnikov.
Uradna preiskava ukrajinskega ministrstva za notranje zadeve je ugotovila, da so požar povzročili proruski protestniki med metanjem molotovk s strehe. Preiskava skupine 2. maj je prišla do enakih zaključkov. Večina smrtnih žrtev se je zastrupila z ogljikovim monoksidom, ker so se umaknili v višje prostore stavbe, ki je delovala kot dimnik.
Od prejetja klicev do prihoda na prizorišče so gasilci potrebovali 40 minut, čeprav je najbližja gasilska postaja le 5 minut stran. Vodja interventnih služb v Odeški oblasti, Vladimir Bodelan je ukazal gasilcem, naj se ne vmešavajo. Bodelan je še isti dan pobegnil v Rusijo, prejel rusko državljanstvo in začel kariero v javni upravi na okupiranem Krimu. Rusija je zavrnila sodelovanje v njegovi preiskavi in ni nikoli razkrila zakaj ga ščiti.